# Ballade om freden

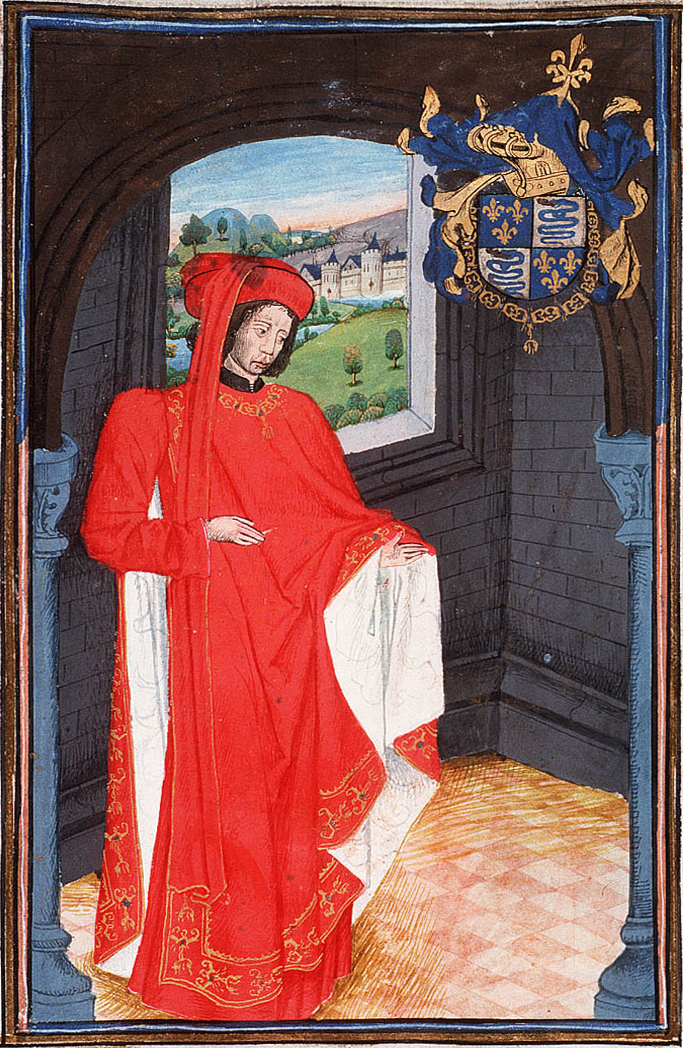
Karel van Orléans

Ballade om freden (Noors voor Ballade voor vrede) is een compositie van Johan Kvandal. Het is een toonzetting van het gedicht Priez pour paix (Frans voor Bid voor vrede) van middeleeuwse koning/dichter Karel van Orléans in een vertaling van Kristen Gundelach. Kvandal schreef het voor gemengd koor a capella in de stembezetting: sopraan, alt, tenor en bariton (SATB).  
De Franse tekst luidt als volgt:
- Priez pour paix Doulce Vierge Marie
- Reyne des cieulx et du monde maîtresse
- Faictes prier par vostre courtoisie
- Saints et Saintes et prenez vostre adresse
- Vers vostre Fils Requerant sa haultesse
- Qu'il Lui plaise son peuple regarder
- Que de son sang a voulu racheter
- En déboutant guerre qui tout desvoye
- De prières ne vous vueillez lasser
- Priez pour paix, priez pour paix
- Le vray trésor de joye.

Het lied is opgenomen door de Bergen domkantori voor hun eigen platenlabel.
De Franse componist Francis Poulenc gebruikte de tekst voor zijn gelijknamige lied voor zangstem en piano (FP 95 uit 1938)